# ناحیه مارتین، شهرستان کرافورد، ایلینوی
ناحیه مارتین (به انگلیسی: Martin Township) یک منطقهٔ مسکونی در ایالات متحده آمریکا است که در شهرستان کروفورد، ایلینوی واقع شده‌است. ناحیه مارتین ۱۴۱ متر بالاتر از سطح دریا واقع شده‌است.